# Personnel Recovery
Personnel Recovery (PR; deutsch Personenrückführung) ist eine militärische Doktrin für die Summe der militärischen, diplomatischen und zivilen Bemühungen, um eine Rückführung und Reintegration isolierter, in Gefahr befindlicher Personen zu erreichen. Der Fokus wird dabei auf Militärangehörige hinter den feindlichen Linien gelegt.
PR soll vor allem die Rückkehr von isoliertem Militärpersonal in den Dienst, eine bessere Kampfmoral und eine verbesserte Leistung erreichen. Gleichzeitig soll es gegnerischen Kräften verwehrt werden, das Wissen dieser Personen zu nachrichtendienstlichen Zwecken zu verwenden oder diese Personen zu Propagandazwecken einzusetzen.
Personnel Recovery unterteilt sich in: Search and Rescue (SAR), Combat Recovery (CR), Combat Search and Rescue (CSAR) und Non-Conventional Assisted Recovery (NAR). Während CSAR ausschließlich durch die Luftwaffe, kann CR durch alle Teilstreitkräfte durchgeführt werden. NAR ist im Bereich der Special Forces angesiedelt, die diesen Bereich auch in Eigenverantwortung abdecken. Der Unterschied zwischen CSAR und CR:  Bei den zu Rettenden handelt es sich im Falle von CSAR um speziell ausgebildetes und ausgerüstetes Personal. So ist eine Ausrüstungsvoraussetzung, das der zu Rettende über ein Personell Radio Communicator verfügt.
Als Methoden für die PR kommen Combat Search and Rescue (CSAR) und Unternehmen zur Geiselbefreiung und Kriegsgefangenenbefreiung in Frage. Ebenso wird Militärpersonal dazu angehalten, sich – auch mit Hilfe anderer Menschen – zu befreien bzw. zu den eigenen Truppen zu begeben.
Während die USA diese Aufgabe sehr umfangreich dokumentieren und es derartiges auch für das FBI gibt, setzen die europäischen NATO-Staaten derzeit PR und CSAR gleich.